# Alt Zachun
Alt Zachun es un municipio situado en el distrito de Ludwigslust-Parchim, en el estado federado de Mecklemburgo-Pomerania Occidental (Alemania). Tiene una población estimada, a mediados de 2021, de 360 habitantes.
Forma parte de la colectividad de municipios (en alemán, amt) de Hagenow-Land.